# Naturschutzgebiet Burgwall Rothemühl
Koordinaten: 53° 33′ 45″ N, 13° 47′ 44,1″ O

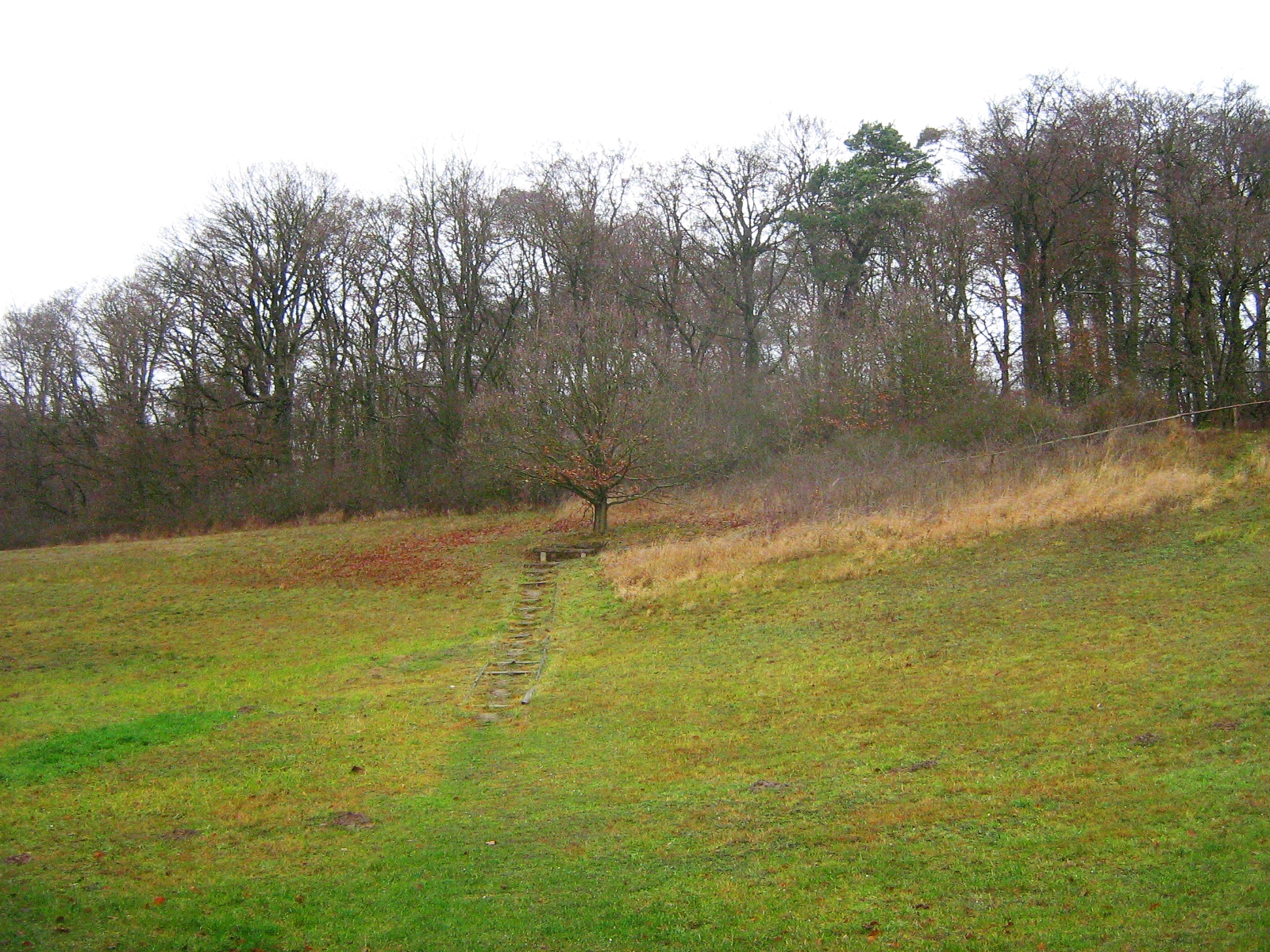
Aufstieg zum Burgwall auf dem Schanzenberg

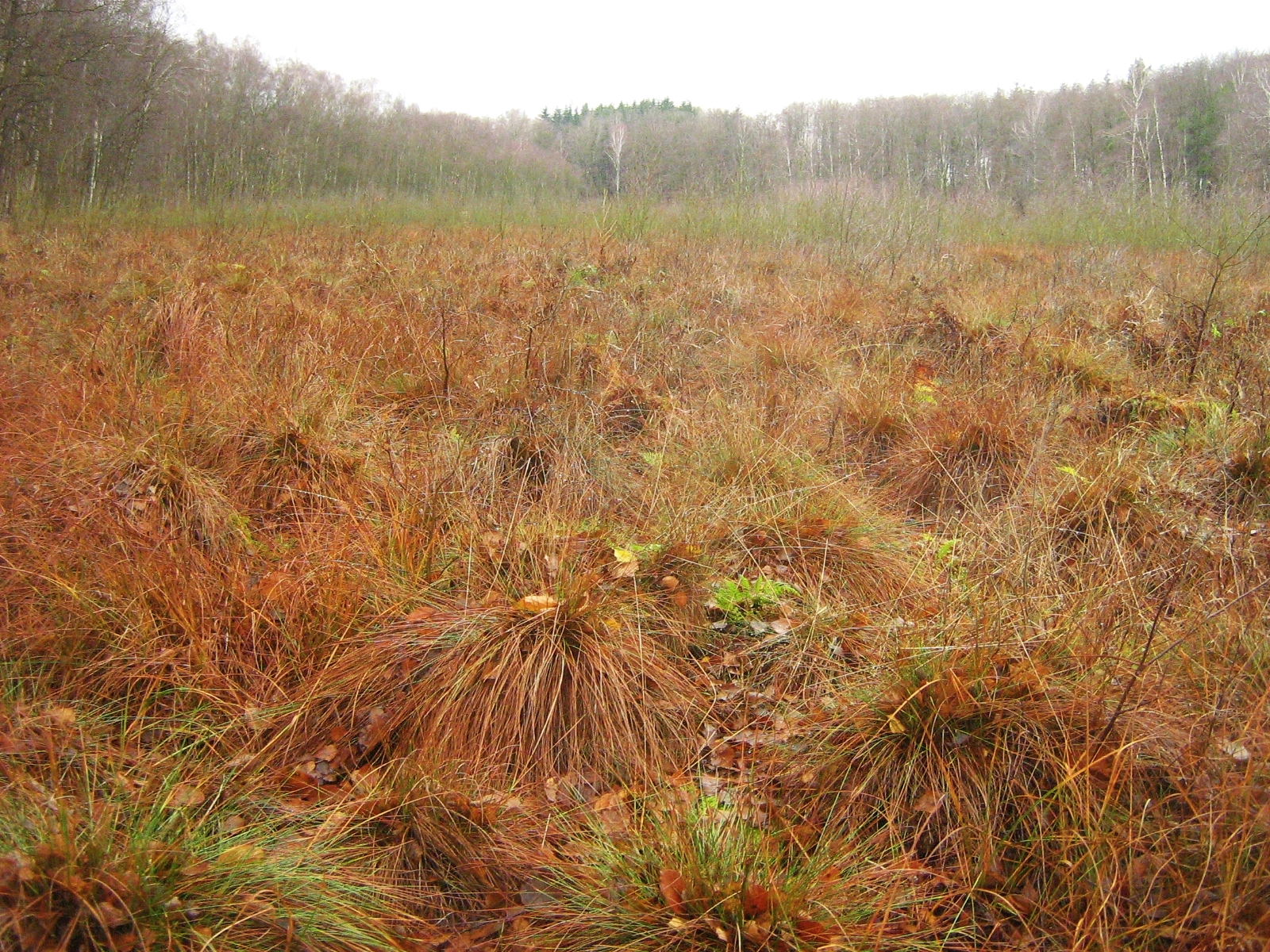
Nettelgrund-Kesselmoor im nördlichen Gebietsteil

Das Naturschutzgebiet Burgwall Rothemühl ist ein 44 Hektar großes Naturschutzgebiet in Mecklenburg-Vorpommern neun Kilometer nordöstlich von Strasburg (Uckermark), unmittelbar nordöstlich von Rosenthal. Die Unterschutzstellung erfolgte am 10. Oktober 1963. Das Schutzgebiet umfasst den auf einer Stauchendmoräne liegenden Burgwall Rothemühl mit umliegenden Buchenwäldern und Kesselmooren. Der namensgebende Ort Rothemühl befindet sich drei Kilometer nördlich.
Der aktuelle Gebietszustand wird als befriedigend eingeschätzt, da Teile des Schutzgebietes trotz des Status Totalreservat forstlich genutzt werden. Ein Betreten der Schutzgebietsflächen ist durch einen Rundwanderweg möglich. Mehrere Informationstafeln geben Auskunft zum Gebiet. Nach europäischem Recht sind die Flächen Bestandteil eines FFH- und eines Vogelschutzgebiets.

## Geschichte
Das Schutzgebiet liegt im Bereich der Rosenthaler Staffel, der Hauptendmoräne der Mecklenburger Vorstöße der Weichselvereisung. Der bewaldete Höhenzug hebt sich hier markant von der umgebenden Landschaft ab.
 Im Gebiet um den 125 m hohen Schanzenberg befindet sich eine frühslawische Höhenburg aus dem 7. Jahrhundert. Sie bestand aus einer kleinen Hauptburg und zwei größeren Vorburgen, deren Wälle heute noch gut erhalten sind. Die Größe der Burganlage beträgt ca. 20 ha. Sie war Grenzburg der Wilzen und konnte in Notzeiten mehreren tausend Menschen Zuflucht bieten. In spätslawischer Zeit wurde die Burganlage nicht mehr genutzt.
 Scherbenfunde belegen auch eine Siedlungstätigkeit auf dem Areal während der jüngeren Bronzezeit.
Für die vergangenen Jahrhunderte ist eine Waldbedeckung der Flächen nachgewiesen, wie beispielsweise auf der Schmettauschen Karte aus dem Jahr 1780.
Umfangreiche forstliche Eingriffe erfolgten in den 1980er Jahren. Es wurden Altbäume entnommen und stellenweise Flächen umgebrochen.

## Pflanzen- und Tierwelt
Der überwiegende Teil des Schutzgebiets ist mit Rotbuchenwald bestockt. Am Nordhang des Burgwalls finden sich eingestreut Sommerlinde und Bergulme, am Südhang stocken vereinzelt Winterlinde und Traubeneiche.
Ein sieben Hektar großes Kesselmoor befindet sich im Nordteil des Gebiets, ein weiteres mit Bruchwald im Nordosten. Torfmoose und Rundblättriger Sonnentau sind typische Arten, weiterhin Moosbeere und Sumpfkalla.
Im Gebiet wurde die Schmetterlingsfauna untersucht und Nachweise für Schwalbenschwanz, Baum-Weißling, Reseda-Weißling, Wachtelweizen-Scheckenfalter und Geißklee-Bläuling erbracht. Brutvögel sind Kranich, Schwarz- und Buntspecht sowie Kleiber und Wendehals. Der Siebenschläfer lebt im Gebiet. Hervorhebenswerte Amphibienarten sind Kamm- und Teichmolch, Rotbauchunke, Wechselkröte, Zaun- und Waldeidechse.